# John Emerson
John Emerson, pseudonimo di Clifton Paden (Sandusky, 29 maggio 1874 – Pasadena, 7 marzo 1956), è stato uno sceneggiatore e regista statunitense.

## Biografia
Nato nell'Ohio, John Emerson iniziò la sua carriera cinematografica nel 1913 come sceneggiatore, collaborando in seguito spesso con la moglie Anita Loos che sposò il 15 giugno 1919. Emerson continuò a scrivere soggetti e sceneggiature fino al 1938, alternando alla scrittura la recitazione e la regia. Diresse, infatti, anche 16 film, alcuni dei quali interpretati da Douglas Fairbanks. Girò pure con le sorelle Norma e Constance Talmadge.
Nella sua carriera, il suo nome appare in 45 film come sceneggiatore, in undici come produttore e in otto come attore. Si ritirò nel 1938, dopo aver contribuito alla sceneggiatura di La dama e il cowboy, un film interpretato da Gary Cooper e Merle Oberon. Muore nel 1956 a Pasadena (California) a 81 anni.

## Filmografia

### Sceneggiatore
- The Agitator, regia di Allan Dwan - cortometraggio (1912)
- Geronimo's Last Raid, regia di John Emerson - cortometraggio (1912)
- The Conspiracy, regia di Allan Dwan (1914)
- Spettri (Ghosts), regia di George Nichols, John Emerson (1915)
- Old Heidelberg, regia di John Emerson (1915)
- L'eroico salvataggio del diretto di Atlantic (His Picture in the Papers), regia di John Emerson (1916)
- The Flying Torpedo, regia di John B. O'Brien e Christy Cabanne (1916)
- Macbeth, regia di John Emerson (1916)
- The Social Secretary, regia di John Emerson (1916)
- Matrimoniomania (The Matrimaniac), regia di Paul Powell - cortometraggio (1916)
- L'americano (The Americano), regia di John Emerson (1916)
- Wild and Woolly, regia di John Emerson (1917)
- Down to Earth, regia di John Emerson (1917)
- Douglas Fairbanks nella luna (Reaching for the Moon), regia di John Emerson (1917)
- Let's Get a Divorce, regia di Charles Giblyn (1918)
- Hit-the-Trail Holliday, regia di Marshall Neilan (1918)
- Come on In, regia di John Emerson - sceneggiatore (1918)
- Good-Bye, Bill, regia di John Emerson - sceneggiatore (1918)
- Under the Top, regia di Donald Crisp (1919)
- Getting Mary Married, regia di Allan Dwan (1919)
- Oh, You Women!, regia di John Emerson (1919)
- A Temperamental Wife, regia di David Kirkland (1919)
- The Isle of Conquest, regia di Edward José (1919)
- A Virtuous Vamp, regia di David Kirkland - scenario (1919)
- Two Weeks, regia di Sidney A. Franklin - scenario (1920)
- In Search of a Sinner, regia di David Kirkland (1920)
- The Love Expert, regia di David Kirkland (1920)
- The Perfect Woman, regia di David Kirkland (1920)
- Dangerous Business, regia di R. William Neill (Roy William Neill) (1920)
- Mama's Affair, regia di Victor Fleming (1921)
- Woman's Place, regia di Victor Fleming - soggetto (1921)
- Red Hot Romance, regia di Victor Fleming - soggetto e sceneggiatura (1922)
- Polly of the Follies, regia di John Emerson - sceneggiatura (1922)
- Dulcy, regia di Sidney Franklin - sceneggiatura (1923)
- Three Miles Out, regia di Irvin Willat (1924)
- Learning to Love, regia di Sidney Franklin (1925)
- The Whole Town's Talking, regia di Edward Laemmle - lavoro teatrale (1926)
- I signori preferiscono le bionde (Gentlemen Prefer Blondes), regia di Malcolm St. Clair (1928)
- The Fall of Eve, regia di Frank R. Strayer - soggetto (1929)
- Conspiracy, regia di Christy Cabanne - lavoro teatrale (1930)
- Ex-Bad Boy, regia di Vin Moore - soggetto (1931)
- The Struggle, regia di David Wark Griffith (1931)
- Social Register, regia di Marshall Neilan - soggetto (1934)
- Pura al cento per cento (The Girl from Missouri), regia di Jack Conway (1934)
- La dama e il cowboy (The Cowboy and the Lady), regia di Henry C. Potter - contributi sceneggiatura, non accreditato (1938)

### Regista
- Spettri (Ghosts), co-regia George Nichols (1915)
- Old Heidelberg (1915)
- L'eroico salvataggio del diretto di Atlantic (His Picture in the Papers) (1916)
- Macbeth (1916)
- The Mystery of the Leaping Fish - cortometraggio (1916)
- The Social Secretary (1916)
- Less Than the Dust (1916)
- L'americano (The Americano) (1916)
- Come divenni deputato (In Again, Out Again) (1917)
- Wild and Woolly (1917)
- Down to Earth (1917)
- Douglas Fairbanks nella luna (Reaching for the Moon) (1917)
- Come on In (1918)
- Good-Bye, Bill (1918)
- Oh, You Women! (1919)
- Polly of the Follies (1922)

### Produttore
- Come on In, regia di John Emerson (1918)
- Good-Bye, Bill, regia di John Emerson (1918)
- A Temperamental Wife, regia di David Kirkland (1919)
- A Virtuous Vamp, regia di David Kirkland (produttore, non accreditato) (1919)
- In Search of a Sinner, regia di David Kirkland (1920)
- The Love Expert, regia di David Kirkland (1920)
- Dangerous Business, regia di Roy William Neill (Roy William Neill) (1920)
- Red Hot Romance, regia di Victor Fleming (1922)
- San Francisco, regia (non accreditata) di W. S. Van Dyke (1936)
- Mama Steps Out, regia di George B. Seitz (1937)
- Saratoga, regia di Jack Conway (1937)

### Attore
- The Grey Sentinel, regia di Burton L. King - cortometraggio (1913)
- On Forbidden Paths, regia di Willis Robards (1913)
- The Conspiracy, regia di Allan Dwan (1914)
- The Bachelor's Romance (1915)
- The Failure, regia di David W. Griffith (1911)
- Spettri (Ghosts), regia di George Nichols e John Emerson (1915)
- The Flying Torpedo, regia di John B. O'Brien e Christy Cabanne (1916)
- Camille, regia di Ralph Barton (1926)